# Pete Rugolo
Pete Rugolo, vero nome Pietro Rugolo (San Piero Patti, 25 dicembre 1915 – Sherman Oaks, 16 ottobre 2011), è stato un compositore e arrangiatore di musica jazz italiano naturalizzato statunitense.

## La vita
Nato in Italia, in provincia di Messina, a San Piero Patti nel 1915, a cinque anni si trasferì insieme alla sua famiglia a Santa Rosa in California dove il padre aprì una piccola bottega di calzolaio. Nonostante le ristrettezze economiche il piccolo Pete riuscì ad assecondare la sua passione per la musica. 
Con l'aiuto del padre comprò un pianoforte e con esso iniziò la sua carriera proseguendo in seguito gli studi a San Francisco.
Studiò composizione a Oakland nel Mills College sotto la guida del celebre compositore francese Darius Milhaud. Dopo il diploma fu ingaggiato come arrangiatore e compositore dal bandleader Johnny Richards mentre, durante la seconda guerra mondiale, fece parte di una piccola band dell'esercito.
Dopo la guerra entrò a far parte della famosa orchestra jazz di Stan Kenton dove fu compositore di numerosi brani che fecero la storia del jazz di quegli anni.
Rugolo continuò la sua collaborazione con Kenton durante tutti gli anni cinquanta, nello stesso periodo fu pure arrangiatore di molti cantanti come June Christy, Peggy Lee e The Four Freshmen. Ha scritto arrangiamenti anche per Billy Eckstine (incidendo con lui anche un LP alla fine degli anni Cinquanta), Frank Sinatra e la famosa cantante italotedesca Caterina Valente.
È scomparso nel 2011 all'età di 95 anni

## Cinema e televisione
Negli anni sessanta e anni settanta Pete Rugolo contribuì fortemente alla creazione di numerosi show televisivi come Leave It to Beaver, Thriller, Il fuggiasco, The Challengers e In casa Lawrence (Family). Rugolo compose la colonna sonora del film Then the fireworks (1997).

## Discografia
- Introducing Pete Rugolo (Columbia, 1954)
- Adventures in Rhythm (Columbia, 1955)
- Rugolomania (Columbia, 1955)
- Music for Hi-Fi Bugs (EmArcy, 1956)
- Out on a Limb (EmArcy, 1956)
- New Sounds by Pete Rugolo (Harmony, 1957)
- An Adventure in Sound: Reeds in Hi-Fi (Mercury, 1958)
- An Adventure in Sound: Brass in Hi-Fi (Mercury, 1958)
- Percussion at Work (Mercury, 1958)
- Rugolo Plays Kenton (EmArcy, 1958)
- The Music from Richard Diamond (EmArcy, 1959)
- Behind Brigitte Bardot (Warner Bros., 1960)
- 10 Trombones Like 2 Pianos (Mercury, 1960)
- The Original Music of Thriller (Time, 1961)
- Ten Trumpets and 2 Guitars (Mercury, 1961)
- 10 Saxophones and 2 Basses (Mercury, 1961)
- TV's Top Themes (Mercury, 1962)

### Raccolte
- 2000 - The Fugitive - Original Television Series Soundtrack Music (Silva Screen)
- 2002 - Thriller/Richard Diamond (Original Jazz Scores From 2 Classic TV Series) (Fresh Sound Records)

## Filmografia (parziale)
- Fatta per amare, (Easy to Love) regia di Charles Walters (1953), orchestratore
- L'onda lunga, (The Sweet Ride) regia di Harvey Hart (1968), musica
- Sfida sulla pista di fuoco, (The Challengers) regia di Leslie H. Martinson (1969), musica
- In casa Lawrence, (Family) regia di Kim Friedman, John Erman (1976), musica
- Foztrot, regia di Arturo Ripstein (1976), musica
- Squadra antidroga, (Toma) regia di Richard T. Heffron (1977), musica
- Chu Chu and the Philly Flash, regia di David Lowell Rich (1981), musica